# Anthony McGowan
Anthony McGowan (Manchester, 1º gennaio 1965) è uno scrittore britannico.

## Biografia
Nato nel 1965 a Manchester, vive e lavora a Londra.
Dopo aver lavorato come buttafuori in un nightclub, tutor universitario e operatore di servizio civile, nel 2005 ha esordito nella narrativa con il romanzo per ragazzi Hellbent.
Giornalista per il Guardian, dopo essere arrivato due volte in finale, nel 2020 ha ottenuto la Carnegie Medal grazie al romanzo Il volo dell'allodola.

## Vita privata
Sposato con la scrittrice e designer di moda Rebecca Campbell, la coppia ha due figli.

## Opere (parziale)

### Romanzi
- Hellbent (2005)
- Henry Tumour (2006)
- Il coltello che mi ha ucciso (The Knife That Killed Me, 2008), Milano, Rizzoli, 2009 traduzione di Maria Concetta Scotto di Santillo ISBN 978-88-17-03078-6.
- Jack Tumor (2009)
- Einstein's Underpants (2009)
- The Fall (2011)
- Hello Darkness (2013)
- Everybody Hurtscon Joanna Nadin (2017)
- The Art of Failing (2017)

### Serie Donut Diaries
- Diario di un superciccio (The Donut Diaries, 2011), Roma, Fanucci, 2013 traduzione di Marta Milani ISBN 978-88-347-2195-7.
- The Donut Diaries: Revenge is Sweet (2012)
- The Donut Diaries: Escape from Camp Fatso (2013)

### Serie Willard Price
- Leopard Adventure (2012)
- Shark Adventure (2013)
- Bear Adventure (2013)
- Python Adventure (2014)

### Serie Project X
- The X-bots are Coming (2009)
- Attack of the X-bots! (2009)
- Lone Wolf (2009)
- Ant Storm (2009)
- Ant Attack (2009)
- Stage Fright (2009)
- Riding the Waves (2009)
- Hamster Rampage (2009)
- Tasmanian Terror (2009)
- Operation Shipwreck (2009)
- Exploring the Deep (2009)
- The Chase (2009)
- Divided We Fall (2009)
- Ballerina of Doom (2010)
- Toyshop Terror (2010)
- The Snatcher (2014)
- X-bot Reboot (2014)
- Revenge of the X-bots! (2014)
- A New Alliance (2014)
- A Dangerous Game (2014)

### Serie The Truth of Things
- Brock (2013)
- Pike (2015)
- Rook (2017)
- Il volo dell'allodola (Lark, 2019), Milano, Rizzoli, 2021 traduzione di Mara Pace ISBN 978-88-17-15794-0.

### Serie The Bare Bum Gang
- The Bare Bum Gang and the Football Faceoff (2008)
- The Bare Bum Gang Battle the Dogsnatchers (2008)
- The Bare Bum Gang and the Valley of Doom (2009)
- The Bare Bum Gang and the Holy Grail (2009)

## Premi e riconoscimenti
- Booktrust Teenage Prize: 2006 vincitore con Henry Tumour
- Carnegie Medal: 2020 vincitore con Il volo dell'allodola